# Cantó de Rièlmont
El cantó de Rièlmont és un cantó francès del departament del Tarn, situat al districte d'Albi. Té 16 municipis i el cap cantonal és Rièlmont.

## Municipis
- Denat
- Fauch
- La Bastida de Denat
- La Botariá
- La Milhariá
- Lombèrs
- Orbanh
- Polanh e Posòls
- Rièlmont
- Ronèl
- Romegós
- Sent Antonin de la Calm
- Sant Lionç e la Fenassa
- Siurac
- Tèrra Clapièr
- Lo Travet

## Història
| Data d'elecció                           | Identitat  | Partit        | Qualitat |
| ---------------------------------------- | ---------- | ------------- | -------- |
| 1985-                                    | Jean Roger | Divers gauche |          |
| les dades anteriors no són pas conegudes |            |               |          |
|                                          |            |               |          |

## Demografia
| 1962  | 1968  | 1975  | 1982  | 1990  | 1999  | 2006  |
| ----- | ----- | ----- | ----- | ----- | ----- | ----- |
| 6.964 | 7.360 | 7.150 | 7.292 | 7.486 | 7.834 | 8.866 |